# Colombias flagga
Colombias flagga är horisontellt tredelad med ett större gult fält överst, ett blått band i mitten och ett rött band längst ner. Proportionerna är 2:3.

## Historik
Den antogs den 26 november 1861, även om den i stort sett överensstämmer med Storcolombias flagga från 1819. Färgerna och utformningen kommer från den flagga som frihetskämpen Francisco de Miranda använde (se även Ecuadors och Venezuelas flaggor). En officiell förklaring till färgernas symbolik saknas, men en vanlig tolkning är att gult står för Colombias rikedomar, blått för Atlanten och rött för det blod som spilldes i samband med landets självständighet. I de Mirandas flagga står den blåa färgen för Atlanten, som skiljer Spanien (gult) från Amerika (rött). Under en tid efter Storcolombias fall 1830 användes en flagga med vertikala band, men 1861 återgick man till den ursprungliga versionen.

## Färger
| Schema    | Gul                  | Blå                 | Röd                  |
| --------- | -------------------- | ------------------- | -------------------- |
| Pantone   | 116                  | 287                 | 186                  |
| RGB (hex) | 252-209-22 (#FCD116) | 0-56-147 (#003893)  | 206-17-38 (#CE1126)  |
| CMYK      | C0-M17.1-Y91.3-K0    | C100-M61.9-Y0-K42.4 | C0-M91.7-Y81.6-K19.2 |

## Övriga flaggor

Handelsflagga. Proportioner: 2:3
Örlogsflagga. Proportioner: 2:3

## Departementens flaggor
Var och en av Colombias 32 departement och huvudstadsdistriktet har egna flaggor.

Amazonas
Antioquia
Arauca
Atlántico
Bolívar
Boyacá
Caldas
Caquetá
Casanare
Cauca
Cesar
Chocó
Córdoba
Cundinamarca
Distrito Capital de Bogotá
Guainía
La Guajira
Guaviare
Huila
Magdalena
Meta
Nariño
Norte de Santander
Putumayo
Quindío
Risaralda
San Andrés och Providencia
Santander
Sucre
Tolima
Valle del Cauca
Vaupés
Vichada